# العامل المخمد لعضلة القلب
العامل المخمد لعضلة القلب (MDF) أو العامل السمي القلبي (MTF) عبارة عن بيبتيد منخفض الوزن الجزيئي  ينتج عن البنكرياس إلى الدم عند الثدييات أثناء مختلف حالات الصدمة.
ويعد العامل المخمد لعضلة القلب وسيطًا يعلب دورًا فعالاً في الفسيولوجيا المرضية حيث يقلل الانقباضية القلبية وتشنج الأوعية الحشوية ويمنع البلعمة من خلال الجملة الشبكية البطانية. ويمكن تحسين البقاء على قيد الحياة عن طريق منع حدوث هذا العامل أو وقف نشاطه على سبيل المثال، استخدام القشرانيات السكرية أو البروستاغلاندينات أو الأبروتينين أو الكابتوبريل أو الإيميدازول أو الليدوكابيل.